# Ashton Carter
Ashton Baldwin "Ash" Carter (Filadèlfia, 24 de setembre de 1954 - Boston, 24 d'octubre de 2022) va ser un físic i polític nord-americà que va servir com a 25è Secretari de Defensa dels Estats Units des del 17 febrer 2015, quan substituí Chuck Hagel després de la seva dimissió, fins al gener de 2017, sota la presidència de Barack Obama. Anteriorment havia estat sots-secretari de Política de Seguretat Internacional, subsecretari d'Armament i Tecnologia del Departament de Defensa i subsecretari de Defensa. Entre 2013 i 2015 va ser ambaixador dels Estats Units a Corea del Sud.

## Primers anys
Ashton Carter Baldwin va néixer el 24 de setembre de 1954, a Filadèlfia (Pennsilvània). El seu pare és William Stanley Carter, Jr., un veterà de la Marina a la Segona Guerra Mundial, neuròleg i psiquiatre, i cap de departament a l'Abington Memorial Hospital durant 30 anys. La seva mare és Anne Baldwin Carter, una professora d'anglès.Va tenir tres germans, incloent l'escriptora de literatura infantil Cynthia DeFelice. Quan era petit l'anomenaven Ash i Stoobie.
Es va criar a Abington, Pennsilvània.Als 11 anys va tenir la seva primera feina en un túnel de rentada de Filadèlfia.

## Educació
Carter fou educat a l'Escola Elemental Highland (promoció de 1966) i a l'Abington Senior High School (promoció de 1972) a Abington. A l'escola secundària practicava la lluita lliure, jugava al lacrosse, era corredor de llarga distància, i president de la Societat d'Honor.Va ser inclòs en el Saló de la Fama d'Abington Sènior High School el 1989.
Va assistir a la Universitat d'Edimburg a Escòcia a la primavera de 1975. El 1976 Carter va obtenir una doble llicenciatura en Física i Història Medieval per la Universitat Yale. La seva tesi de grau, “Quarks, Charm and the Psi Particle”, fou publicada a Yale Scientific el 1975. També va ser un associat de recerca experimental al Fermilab el 1975 (on va treballar en investigació del quark) i al Laboratori Nacional de Brookhaven en 1976.
Carter va aconseguir una beca Rhodes i va estudiar a la Universitat d'Oxford, en la qual va obtenir el seu doctorat en física teòrica el 1979.
Posteriorment, va ser investigador associat i estudiant postdoctoral de física teòrica a la Universitat Rockefeller (1979-1980), l'estudi d'invariància d'inversió temporal i trencament de simetria dinàmica.Fou també investigador a la Massachusetts Institute of Technology de 1982 a 1984, temps durant el qual va escriure un informe públic on avaluava que la Iniciativa de Defensa Estratègica proposada per Reagan no podria protegir els Estats Units d'un atac nuclear soviètic.

## Carrera política
Amb l'arribada de  Clinton a la Casa Blanca, va ser nomenat  subsecretari de Defensa per a la Política de Seguretat Internacional. Aquest càrrec el va exercir fins a 1996. Durant el seu primer període en l'administració, es va encarregar de dirigir des del Departament de Defensa, el control de les armes nuclears, de l'ampliació del Tractat de No Proliferació Nuclear, de l'Acord marc en 1994 per congelar la producció de plutoni en Corea del Nord.
El 1996, quan deixa el seu càrrec, va ser nomenat vicepresident de l'Institut d'Estudis Catastròfics fins a 2001 que és nomenat president de l'Acadèmia Nacional de Ciències i Tecnologies dirigint a més l'Oficina Contra el Terrorisme del Departament de Seguretat Nacional entre 2002  i 2004.
El 2005 és nomenat president del Grup d'Assessors de Política del Comitè de Relacions Exteriors del Senat, el 2007 va ser nomenat vicepresident de la Junta de Ciències de Defensa així com a Coordinador General de l'Acadèmia Nacional de Control d'Armes.
Fora de la seva activitat política, va ser membre del Consell d'Administració de la Corporació MITRE, director de l'Institut d'Estudis Estratègics, delegat empresarial al Comitè Nacional dels Estats Units, secretari en la Societat Americana de Física i va seguir fent classes com a professor de física entre 2000 i 2009.

### Departament de Defensa

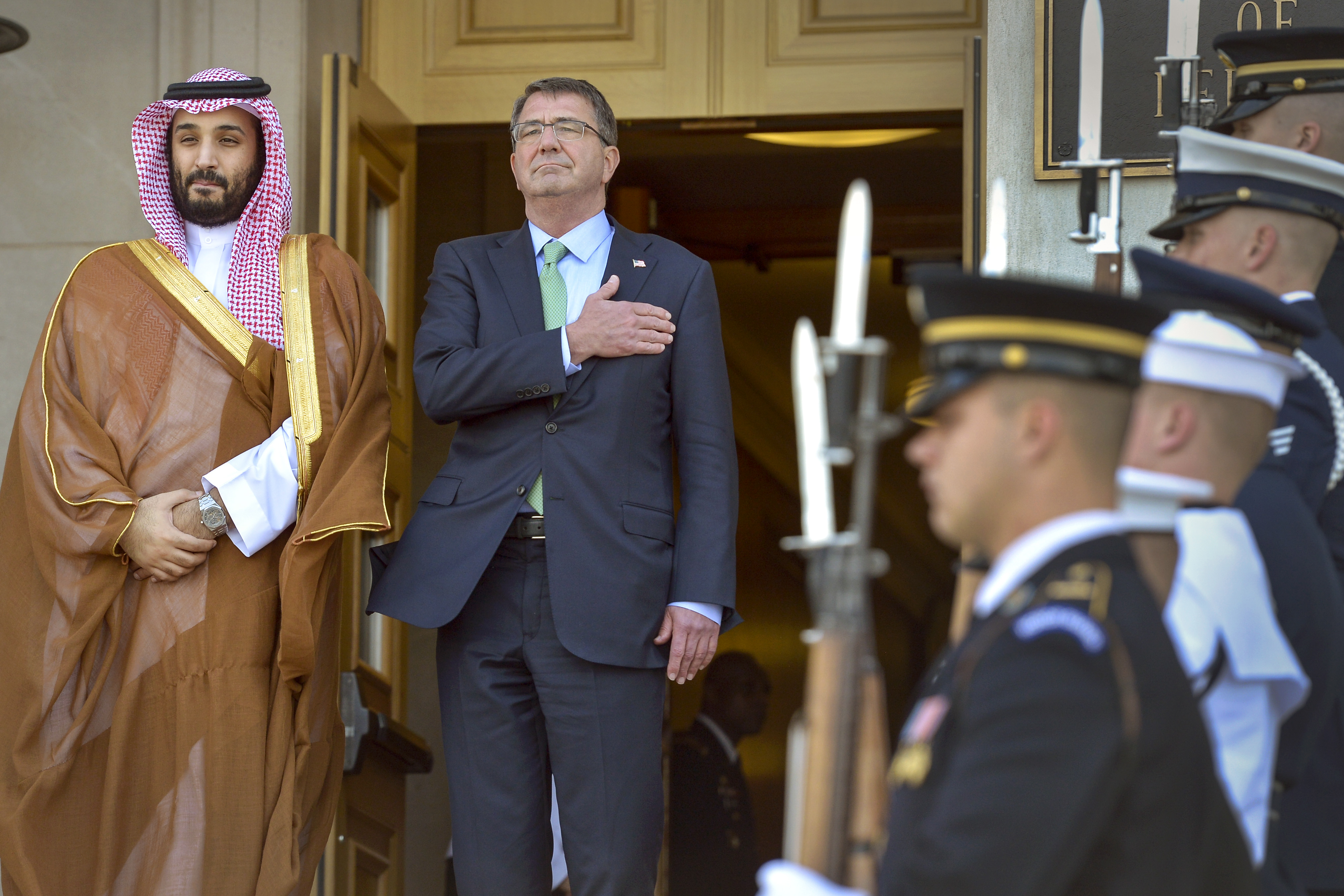
Carter dona la benvinguda a Mohàmmad bin Salman al Pentàgon, el 13 maig 2015

En 2009 és nomenat pel Secretari de Defensa Robert Gates, nou  subsecretari de Defensa per Adquisicions, Tecnologia i Logística. Aquest càrrec l'ostenta fins a 2011 quan és nomenat subsecretari de Defensa (2011 - 2013)
Durant aquest període (2009 - 2013), s'encarrega de la major adquisició d'armament d'última tecnologia des de la Segona Guerra Mundial, s'encarrega de la redistribució de fons per a investigació retallats en més de 35.000 milions de dòlars i aconsegueix introduir l'energia renovable en els vehicles militars com ara tancs o avions. El 2011 va dirigir un seguit de negociacions amb l'Índia i Nova Zelanda per iniciar converses d'aliances i cooperació i establir aquests països com a socis internacionals i de seguretat.
En 2013, va ser nomenat Ambaixador a Corea del Sud càrrec que va exercir fins al 17 de febrer de 2015.

### Secretari de Defensa (2015 - 2017)
El secretari Hagel va presentar la seva dimissió el novembre de 2014 després dels problemes amb el terrorisme internacional i el creixent grup terrorista de l'Estat Islàmic. El 5 de desembre de 2014, el president Obama el presenta davant el Senat perquè sigui nomenat com a 25è secretari de Defensa dels Estats Units.
Els republicans van veure bé el seu nomenament, ja que va formar part de les passades administracions i presentava un alt nivell d'independència política. En el Comitè de Serveis Armats del Senat, mentre era avaluat com a secretari, es va mostrar a favor d'una major intervenció militar a Ucraïna i d'intervenir de manera immediata sobre l'Estat Islàmic en Síria i Iraq.
L'1 de febrer de 2015 va ser aprovat per unanimitat pel Comitè del Senat i ratificat per consell el 12 de febrer per 92 vots a favor i 5 en contra. El 17 de febrer, va jurar el seu càrrec davant del vicepresident Joe Biden.
En una forta crítica a l'Iraq a la intervenció militar contra l'Estat Islàmic, Ashton Carter, va acusar l'Exèrcit iraquià de permetre que Ramadi caigués en poder d'una força enemiga molt més petita. «Les forces iraquianes simplement no van mostrar cap voluntat de combatre», va dir al programa State of the Union de la CNN.